# نيل د. بارنارد
نيل د. بارنارد (بالإنجليزية: Neal D. Barnard)‏ هو اخصائي تغذية وطبيب نفسي وعازف جاز وطبيب أمريكي، ولد في 10 يوليو 1953 في فارغو في الولايات المتحدة.

## وصلات خارجية
- الموقع الرسمي
- نيل د. بارنارد على موقع IMDb (الإنجليزية)
- نيل د. بارنارد على موقع إن إن دي بي (الإنجليزية)
- نيل د. بارنارد على موقع قاعدة بيانات الفيلم (الإنجليزية)